# 葡萄糖酸钾
葡萄糖酸钾是葡糖酸的共轭碱的钾盐。它也被称为2,3,4,5,6-五羟基己酸钾盐，D-葡糖酸钾盐或D-葡萄糖酸钾。含有16.69％的钾。因此，5.99g葡萄糖酸钾含有1g钾。 它的密度为1.73克/立方厘米。

## 饮食用途
葡萄糖酸钾用作矿物质补充剂和螯合剂。它可以作为片剂或胶囊在柜台上销售，提供高达593毫克的葡萄糖酸钾，从而含有99毫克或2.53毫当量的元素钾。这是在美国销售的每种片剂或胶囊的非处方钾补充剂的允许上限。葡萄糖酸钾也作为散装粉末以非处方的方式出售。

### 安全性
大鼠口服半数致死量（LD50）为10.38 g / kg。这不是大鼠或人类安全口服日剂量的指标。